# Rudolph Wurlitzer
Rudy Wurlitzer, (Rudolph) (Cincinnati, 3 gennaio 1937), è un romanziere e sceneggiatore statunitense.
Rudolph "Rudy" Wurlitzer discende dal fondatore dell'omonima ditta produttrice di strumenti musicali e poi anche di juke-box.

## Romanzi
- Nog, 1969
- Flats, 1970
- Quake, 1974
- Slow Fade, 1984
- The Drop Edge Of Yonder, 2008 (Zebulon Fandango, 2018)

## Sceneggiature
- Pat Garrett e Billy Kid
- Strada a doppia corsia
- Walker - Una storia vera (1987)
- Candy Mountain (1988)
- Piccolo Buddha